# Prolepsis elotensis
Prolepsis elotensis là một loài ruồi trong họ Asilidae. Prolepsis elotensis được Martin miêu tả năm 1966. Loài này phân bố ở vùng Tân nhiệt đới.